# Chikkamakoppa, Sorab
Chikkamakoppa là một làng thuộc tehsil Sorab, huyện Shimoga, bang Karnataka, Ấn Độ.